# Justije Aleksandrijski
Papa Justije, je bio šesti papa Aleksandrije i patrijarh Svete Stolice
sv. Marka.

## Pregled
Ovaj svetac je prije svog zaređenja bio cijenjen i učen čovjek. Krstio ga je sv. Marko evanđelist, zajedno s ocem, majkom i ostalima. Sveti Marko ga je također postavio na mjesto prvog dekana aleksandrijske katehetske škole. Sveti Anijan, drugi papa Aleksandrije, zaredio ga je đakonom, zatim svećenikom te ga postavio da propovijeda evanđelje i podučava narod. Izabran je na mjesto pape nakon smrti pape Primija koji je preminuo 9. kolovoza 118. godine, pa je izvjesno da je njegov pontifikat započeo u dogledno vrijeme iza toga datuma, ali svakako 118. godine. Pastirio je svojim narodom deset godina s najboljom skrbi.

## Smrt i štovanje
Prminuo je 12. Paonija 129. godine, u šesnaestoj godini vladavine rimskog cara Hadrijana (117. – 138.), i pokopan je s očevima koji su mu prethodili u crkvi sv. Marka u Baukalisu, Aleksandrija.
 
Štuje se u koptskoj pravoslavnoj Crkvi na dan 19. lipnja, (12. dan Paona, arapski: بوؤنه, prema koptskom kalendaru)

## Vanjske poveznice
- Khaled Gamelyan - The Coptic Encyclopedia, opensource
- Holweck, F. G., A Biographical Dictionary of the Saints. St. Louis, MO: B. Herder Book Co. 1924.

| Koptski pape Aleksandrije         | Koptski pape Aleksandrije       | Koptski pape Aleksandrije       |
| --------------------------------- | ------------------------------- | ------------------------------- |
| prethodnik Primije Aleksandrijski | Aleksandrijski pape 118. - 129. | nasljednik Eumen Aleksandrijski |